# Валін
Валі́н — хімічна сполука, одна з двадцяти канонічних протеїногенних амінокислот, що використовуються всіма живими організмами на землі для біосинтезу білків. Позначається трилітерним скороченням Val або однолітерним скороченням V.
При трансляції може кодуватися кодонами мРНК GUU, GUC, GUA, а також GUG. Бічний ланцюг у валіна представлений ізопропільним замісником, завдяки чому валін відносять до групи гідрофобних амінокислот.
Це незамінна амінокислота, тобто організм людини не  може синтезувати її самотужки. 

## Історія
Вперше валін був виділений із казеїну в 1901 році Емілем Фішером. Назва валін була запропонована завдяки подібності валіну до валеріанової кислоти, яка своєю чергою отримала назву від валеріани.